# Fikret Kızılok
Fikret Kızılok, född 10 november 1946, död 22 september 2001
, var en turkisk rockmusiker. Han var en pionjär inom anatolisk rock, en produktiv låtskrivare, impressario, multiinstrumentalist och en tidig experimentalist. 

## Biografi
Kızılok introducerades till musiken under sina gymnasieår på Galatasaray High School, en toppskola i Turkiet som även producerade musiklegenderna Barış Manço och Timur Selçuk, även om Kızılok senare studerade tandvård. Hans första instrument var ett dragspel. Han tog sina första musiklektioner av en av sina klasskamraters pappa. Hans första framträdande var på Taksim Belediye Gazinosu, som 23 aprilfirande. Han uppträdde här med sin grupp som hette Fikret Kızılok and the Band. Deras största hit var en cover av en berömd folksång "Tamzara".

## Karriär
Fikret Kızılok bytte till rytmgitarr 1963 när han träffade Cahit Oben. Tillsammans bildade de gruppen Cahit Oben-kvartetten, med Koray Oktay på bas och Erol Ulaştır på trummor. Cahit Oben-kvartetten beskrev sig själva som en grupp som spelade Beatles-musik. De började uppträda på Çatı Gece Kulübü, en nattklubb som drevs av İlham Gencer. Som ett sidoarbete uppträdde de också på flera grannsamverkanskonserter utomhus. Deras första utgivning 1965 var den Beatles-inspirerade låten "I Wanna Be Your Man". Senare samma år innehöll Cahit Oben 4:s andra singel deras första turkiskspråkiga folksång, "Silifke'nin Yoğurdu", och B-sidan innehöll den första sången som Kızılok skrev, "Hereke". 1965 tävlade Cahit Oben 4 vid Hürriyets Golden Microphone Music Awards 1965, med sin utgåva "Makaram Sarı Bağlar / Halime". Efter det bröt Cahit Oben 4 upp, medan Cahit Oben ville återuppta sitt liv med sin fästmö Füsun Önal.
Efter att ha tagit en kort paus från musiken för att avsluta tandläkarutbildningen uppträdde Kızılok tillsammans med Barış Manço i nästan ett år innan han släppte sin första solosingel, "Ay Osman - Sevgilim (Colours - Baby)." 1969 reste Kızılok tillsammans med författaren Arda Uskan till Sivas för att träffa den berömda folkdiktaren Aşık Veysel och för att skaffa tillstånd att spela in en cover av hans låt "Uzun İnce Bir Yoldayım" (Jag är på en lång, tunn väg). Kızılok återvände senare för att bo hos Veysel i flera månader och tog även saz-lektioner. Hans cover av "Uzun İnce Bir Yoldayım / Benim Aşkım Beni Geçti" från 1969 gick in på första plats på den turkiska listan och var Kızıloks första guldskiva. Kızılok slutade med musiken i ungefär ett år 1973 efter Aşık Veysels död.
Även om Kızıloks musik tidigare inte hade varit särskilt engagerad i politiska teman, började hans musik på 1970-talet bli mer sammanflätad med politiken. Han tonsatte poesi av ett antal framstående politiskt aktiva poeter, bland annat Ahmed Arifs "Vurulmuşum" (1971), Aşık Mahzuni Şerifs "Darağacı". (1975) och förre premiärministern Bülent Ecevits "Olmasın Varsın (som debuterade live i TV 1975). Hans album Not Defterimden (1977) innehöll experiment med atonal musik och uppläsningar av poesi av Nazim Hikmet. Den försämrade politiska situationen i slutet av 1970-talets Turkiet och Ecevits förbud mot politik efter statskuppen den 12 september 1980 bidrog dock till att Kızılok tvingades bryta med musiken mellan 1977 och 1983.
Kızıloks första album efter denna paus, "Zaman Zaman" (From Time to Time), innehöll en övergång från politik till kärlekssånger. Detta album, och soloalbumet "Yana Yana" (Burning Inside) från 1990, innehåller många av de låtar som Kızılok är mest känd för idag. Under samma period samarbetade han med ett antal musiker, bland annat med singer-songwritern Bülent Ortaçgil, miljöaktivisten och sångaren Leman Sam och fretlessgitarristpionjären Erkan Oğur.

## Död
Kızılok drabbades av en hjärtattack 1998, samma år som han avslutade sitt sista studioalbum "Mustafa Kemal - Devrimcininin Güncesi" (Mustafa Kemal - A Revolutionary's Diary). Han arbetade på ett nytt album, preliminärt kallat Suya Yazılan Şarkılar, men det släpptes inte. Efter hjärtinfarkten, och intensivvård, stabiliserades hans tillstånd för en tid. Han skrev en sista dikt till sjuksköterskan som tog hand om honom. Trots att han hade en pacemaker på grund av en andra hjärtattack i juli 2001, dog han i september 2001.

## Arv
Kızılok hade 13 guldskivor i sitt namn, och många nummer ett-singlar. Han var den första artisten i Turkiets historia som blev föremål för ett budkrig och fick till slut 50 000 lira för att lämna skivbolaget Sayan för Grafson. Många musiker har spelat in covers av hans låtar, bland andra Barış Akarsu ("Bu Kalp Seni Unutur mu?" och "Yeter Ki"), Funda Arar ("Haberin Var mı?"), Mehmet Erdem ("Bir Harmanım bu Akşam"), Mor ve Ötesi ("Sevda Çiçeği"), Leman Sam och Şevval Sam ("Gönül") och Sibel Sezai ("Ben Gidersem"). TV-serien Bu Kalp Seni Unutur mu? fick sitt namn efter en av hans sånger. Kızılok var också en innovativ instrumentalist och albumarrangör, den förste som införlivade sitar och indisk tabla i den turkiska popmusiken. Hans musik har även använts i flera filmer, som Istanbullu Gelin (2017), The Yard (2018) och Siyah Beyaz Ask (2017).

## Diskografi

### Skivor
- 1965: I Wanna Be Your Man / 36 24 36
- 1965: Silifke'nin Yoğurdu / Hereke
- 1965: Makaram Sarı Bağlar / Halime

- 1965: Belle Marie / Kız Ayşe

- 1966: Ay Osman - Sevgilim / Colours - Baby
- 1969: Uzun İnce Bir Yoldayım / Benim Aşkım Beni Geçti
- 1970: Yağmur Olsam / Yumma Gözün Kör Gibi
- 1970: Söyle Sazım / Güzel Ne Güzel Olmuşsun
- 1971: Vurulmuşum / Emmo
- 1971: Gün Ola Devran Döne / Anadolu'yum
- 1972: Leylim Leylim (Kara Tren) / Gözlerinden Bellidir
- 1973: Köroğlu Dağları / Tutamadım Ellerini
- 1973: Bacın Önde Ben Arkada / Koyverdin Gittin Beni
- 1975: Anadolu'yum '75 / Darağacı
- 1976: Biz Yanarız / Sen Bir Ceylan Olsan

- 1974: Aşkın Olmadığı Yerde / İnsan mıyım Mahluk muyum Ot muyum
- 1974: Haberin Var mı / Kör Pencere / Ay Battı

### Album
- 1977: Not Defterimden
- 1983: Zaman Zaman
- 1989: Yana Yana
- 1991: Olmuyo Olmuyo!
- 1995: Yadigar

- 1985: Biz Şarkılarımızı...
- 1986: Pencere Önü Çiçeği
- 2007: Büyükler İçin Çocuk Şarkıları
- 1992: 68'ler
- 1993: 68'ler 2
- 1999: Gün Ola Devran Döne 68-71
- 2002: Dünden Bugüne
- 2005: Fikret Kizilok (Singlar 1970-1974)

### Musikvideor
- "Bu Kalp Seni Unutur mu"
- "Gönül"
- "Zaman Zaman"

- 1995: Demirbaş
- 1996: Vurulduk Ey Halkım...
- 1997: Mustafa Kemal - Devrimcinin Güncesi

- 1972: Karışık Aranjmanlar (Emmo ve Vurulmuşum ile)
- 2006: Bosporus Bridges - A Wide Selection of Turkish Jazz & Funk 1968-1978 (Ay Battı ile)
- 2006: International Sad Hits - Volume One: Altaic Language Group (Yeter Ki, Güzel Ne Güzel Olmuşsun, Fark Etmeden, Anadolu'yum ile)
- 2006: Edip Akbayram / Fikret Kızılok (Yumma Gözün Kör Gibi, Yağmur Olsam, Söyle Sazım, Güzel Ne Güzel Olmuşsun ile)